# Хмель Василь Опанасович
Васи́ль Афана́сійович Хме́ль (10 лютого 1940 — 24 жовтня 2008) — українець, в різні роки очолював УМВС в Тернопільській та Кіровоградській областях, генерал-лейтенант міліції.

## Життєпис
Народився 10 лютого 1940 року в с Скалева Новоархангельського району Кіровоградської області, у простій селянській сім'ї, Афанасія та Ганни Хмелів. Був другою дитиною, старший брат Іван та молодша сестра Галина. Помер 24.10.2008 року у м. Кіровограді де і похований на міському кладовищі.
Пройшов шлях від простого слідчого до начальника УМВС.
У 1990−1992 роках займав посаду начальника УМВС в Тернопільській області, опікувався розвитком добровільного спортивного товариства «Динамо».
У 1992−1996 роках займав посаду начальника УМВС в Кіровоградській області.

## Наукова діяльність
У 1981 році захистив кандидатську дисертацію.

## Нагороди і почесні звання
- Почесна грамота Кабінету Міністрів України;